# Gare de Berlin-Zehlendorf
La gare de Berlin-Zehlendorf est située dans le quartier sud-ouest de Berlin de Zehlendorf et est desservie par la ligne S1 du S-Bahn de Berlin. Berlin-Zehlendorf est répertorié sous le nom de BZD dans le répertoire des sites d'exploitation. L'abréviation télégraphique est ZD (anciennement : Zfm).

## Histoire

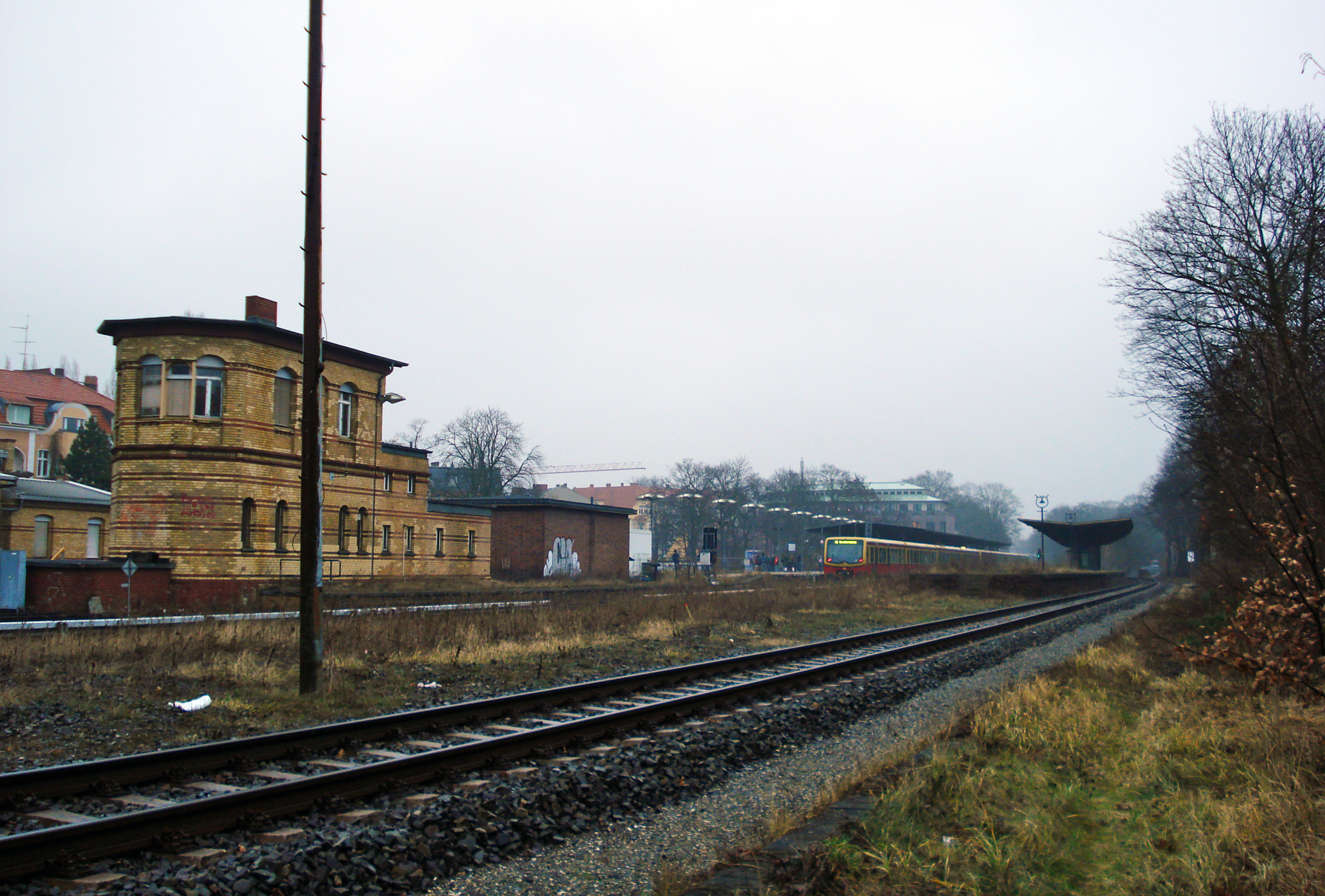
Vue générale de la gare avec poste de signalisation Zfm ; 2015

### Fonctionnement vapeur
La gare de Berlin-Zehlendorf est la plus ancienne gare du Berlin actuel. Elle st mise en service le 22 septembre 1838 avec l'ouverture de la première section de la ligne principale de Zehlendorf à Potsdam. La gare est initialement le terminus jusqu'en octobre de la même année, date à partir de laquelle les trains circulent de Potsdam via Zehlendorf jusqu'à la Gare de Potsdam à Berlin. Initialement, la gare dispose de deux quais latéraux. La ligne étant initialement à voie unique, il existe un point alternatif à la gare de Zehlendorf. Jusqu'au 9 novembre 1839, outre les locomotives à vapeur, les chevaux sont également utilisés pour la traction.
En 1866, un bâtiment à colombages remplace le premier bâtiment de la gare. Il est situé sur l'actuelle rue Hampstead. Cela aboutit à un bâtiment de deux étages avec un hall pour accueillir les voyageurs. Depuis le 1er juillet 1874, la ligne du Wannsee bifurque dans la partie ouest de la gare. Cette nouvelle route mène via Zehlendorf-Ouest (aujourd'hui : Mexicoplatz), Schlachtensee (de), Nikolassee et Wannsee jusqu'à la ligne principale près de Griebnitzsee. En 1889, l'actuelle Teltower Damm est abaissée sous la voie ferrée. Jusqu'à cette refonte, le rail et la route se croisaient au niveau du sol, ce qui présentait un risque élevé d'accidents. En 1891, la ligne du Wannsee possède sa propre paire de voies reliant la gare de Potsdam à Wannsee. La gare s'appelle désormais Zehlendorf-Centre. La plate-forme de Wannsee, le poste de signalisation du Zfm et la gare de marchandises sont construits vers 1891. Le trafic suburbain est ainsi séparé du trafic longue distance. La gare reçoit un nouveau bâtiment d'accueil, un bâtiment en brique de clinker jaunâtre, du côté nord de la voie ferrée. La plate-forme se trouve désormais en partie sur un pont au-dessus de la Teltower Damm. Les passagers atteignent le quai de la ligne du Wannsee par un escalier central. Les installations de la gare de marchandises de Zehlendorf comprennent le poste de signalisation Zwt, des bâtiments de chargement, plusieurs voies de chargement et, à l'extrémité ouest, un hangar à locomotives abritant une locomotive en mouvement. Un inconvénient de la gare de marchandises est que les trains de marchandises à destination de Zehlendorf doivent toujours traverser les voies du ligne de Wannsee.

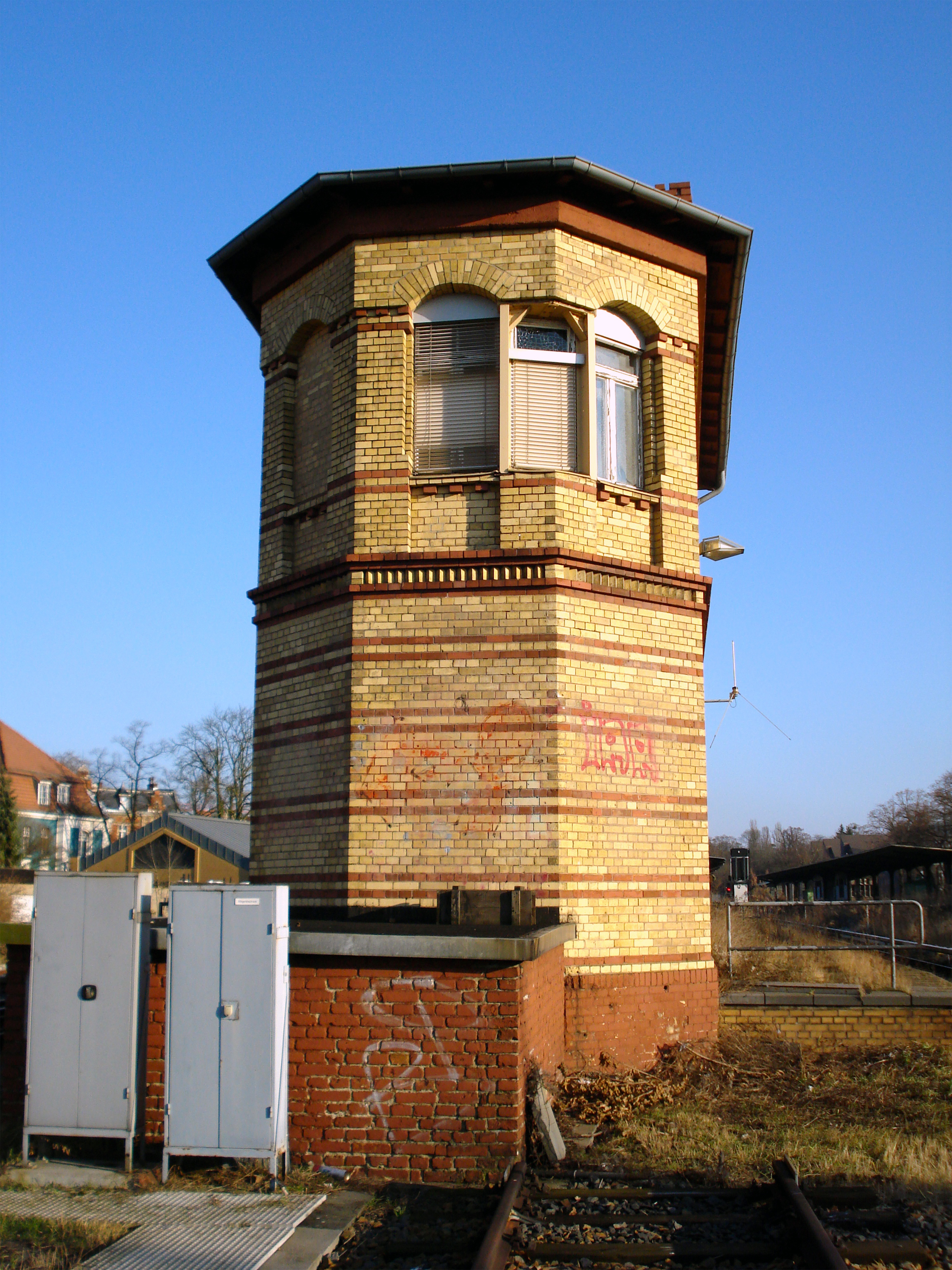
Poste de signalisation Zfm sur le côté ouest de la plate-forme de Wannsee

Entre le 17 juillet 1900 et le 1er juillet 1902, un service d'essai électrique de 750 volts a lieu sur les voies de la ligne du Wannsee, de la gare de Zehlendorf à la gare de la ligne Potsdam-Wannsee à Berlin. Comme le service électrique d'essai se déroule dans l'horaire lent des trajets réguliers à la vapeur, et qu'il n'est assuré que par un seul train électrique, la rentabilité du service électrique par rapport au service à la vapeur ne peut pas être démontrée. À partir de 1903, la gare de Zehlendorf est réservée aux trains dits de banquiers, qui passent sans s'arrêter entre Zehlendorf et la gare de Potsdam. En revanche, les trains en provenance de Wannsee, juste avant Zehlendorf, passent des voies de banlieue de l'ancienne ligne du Wannsee aux voies du ligne de la Stamm, qui étaient des voies de grandes lignes. Le 16 décembre 1907, une plate-forme latérale sur la ligne principale en direction de Berlin est mise en service à la gare de Zehlendorf, là où s'arrêtent les trains bancaires. Le 1er octobre 1909, une plate-forme latérale est ouverte pour les opérations sur la voie sortant de la ville. Dans la partie ouest de la gare, un pont est construit sur la ligne principale en 1911 afin que les trains bancaires puissent se faufiler dans la ligne principale au même niveau. Bien que le viaduc soit à voie unique, la tête de pont est construite pour deux ponts. Une version à deux volets reste ouverte, mais cela n’a pas lieu. En 1913/1914, une deuxième plate-forme centrale est construite entre les voies de la ligne principale, hors service des transports publics locaux depuis septembre 1980. Outre les trains de banlieue en provenance de la gare de Potsdam à Berlin, tous les trains bancaires s'arrêtent désormais à ce quai.

### Électrification, destruction, changement de nom
Au printemps 1933, les travaux de construction commencent pour électrifier la ligne du Wannsee et la voie ferrée principale depuis Zehlendorf. La Deutsche Reichsbahn décide de prendre cette mesure parce que l'exploitation de la vapeur sur la ligne du Wannsee n'est plus rentable. Le 15 mai 1933, les wagons électriques reprennent l'exploitation à vapeur sur la ligne du Wannsee. L'exploitation des trains bancaires est également convertie en exploitation électrique. Désormais, les trains ocre/rouge du S-Bahn roulaient sur les voies. Étant donné que l'ancienne flotte de voitures du S-Bahn n'est pas suffisante pour le service supplémentaire de la Wannseebahn, le type est développé en 1932 (type ligne du Wannsee (de)) et un total de 51 trains quarts sont livrés.
À partir de 1934, il y a 14 trains quarts pour les trains bancaires, la série 125 (de), dérivée des wagons du Wannsee et ayant une vitesse maximale de 120 km/h sont utilisés, qui en 1938 reçoivent quatre autres trains quarts pour 140 km/h.
Le 1er octobre 1938, la gare est rebaptisée Berlin-Zehlendorf. Depuis l'ouverture du tunnel Nord-Sud le 8 octobre 1938, il est possible de voyager de la gare S-Bahn de Zehlendorf à Oranienbourg. L'ancien terminus de la ligne du Wannsee, la gare de Potsdam, est encore desservi par les trains bancaires. Pendant la Seconde Guerre mondiale, les trains destinés à la Wehrmacht sont chargés et préparés à Zehlendorf. Par exemple, les trains de marchandises du Corps allemand pour l’Afrique circulent vers le sud. En 1943, une bombe détruit le bâtiment d'accueil de la Teltower Damm et un bâtiment d'accueil temporaire est construit pendant la guerre. En mai 1945, la Deutsche Reichsbahn interrompt temporairement le trafic ferroviaire.

### Après-guerre, construction du mur, démantèlement

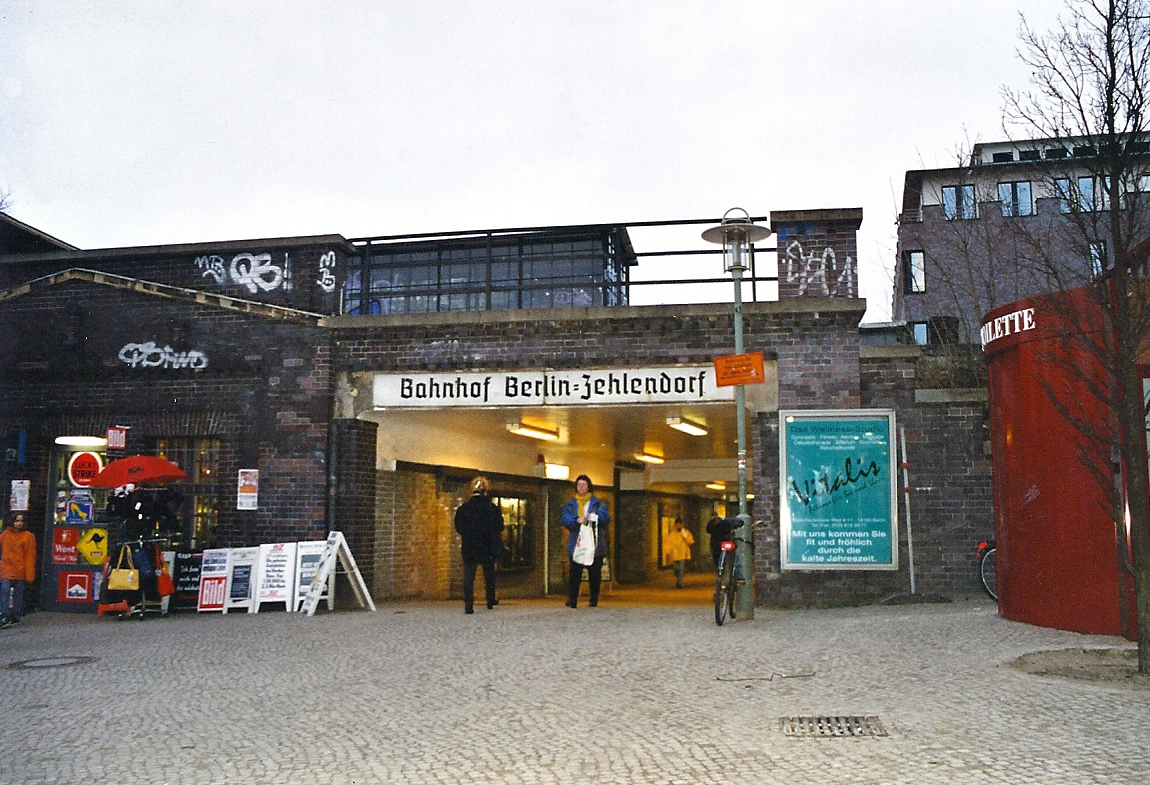
Entrée sud de la station S-Bahn Berlin-Zehlendorf, 1999

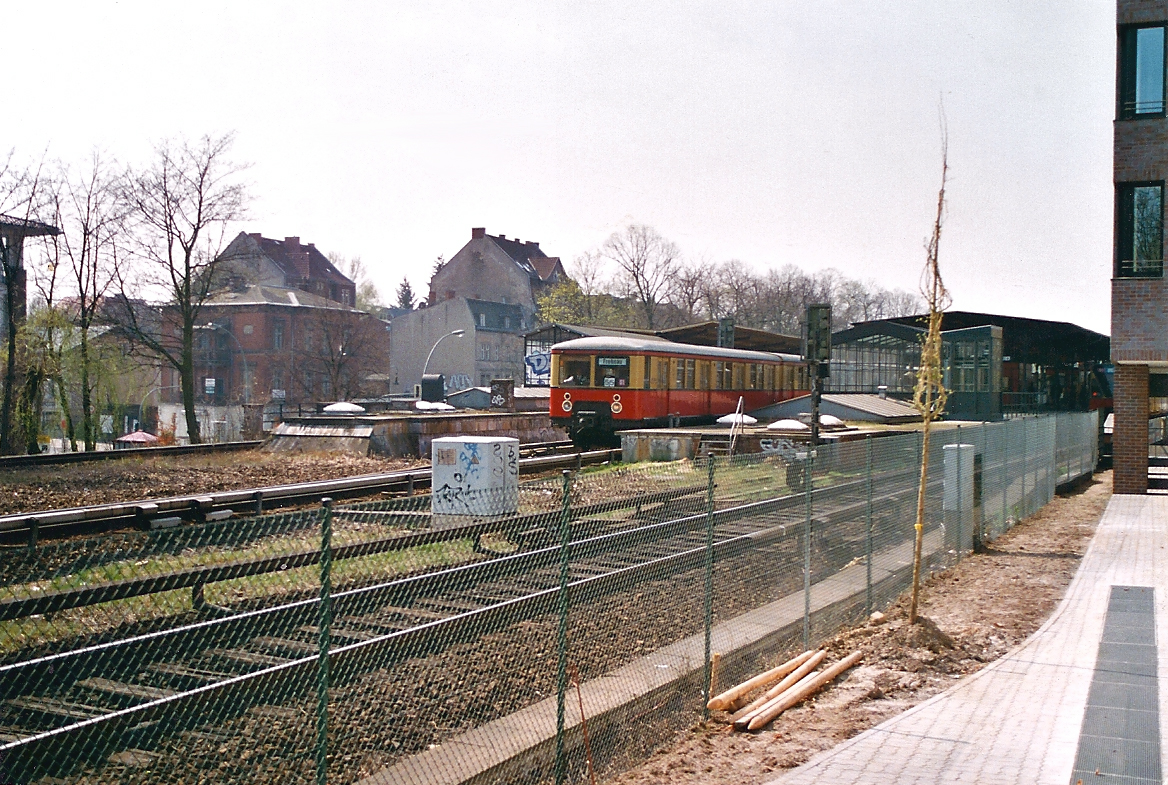
Train classe 476 sortant vers Oranienbourg, 1999

Après la Seconde Guerre mondiale, le trafic longue distance sur la ligne principale est interrompu et la deuxième paire de voies est amenée en Union soviétique à titre de réparations. La circulation sur la ligne du Wannsee reprend à une échelle modeste le 6 juin 1945. Initialement, un train circule chaque matin et soir sur la ligne Zehlendorf-Schöneberg, puis plus tard jusqu'à Großgörschenstraße. À partir du 21 juillet, le service était à nouveau régulier. Les rails électriques et les isolateurs de la ligne principale de Zehlendorf sont démontés afin de réparer les dégâts de guerre ailleurs sur le réseau S-Bahn. À partir de décembre 1945, un train à vapeur, généralement accompagné d'une locomotive de la série 03 (de), fait la navette entre la ligne principale et Düppel. Comme la locomotive ne peut pas être déplacée à Düppel, le train-navette est toujours poussé en direction de Düppel. L'observation de la voie est assurée par un chef de train qui transmet des signaux au conducteur de la locomotive depuis la tête du train. Depuis le 27 juillet 1947, il y a une liaison continue entre Zehlendorf et la gare de Friedrichstrasse. À l'été 1948, les opérations à vapeur sont interrompues et remplacées par des trains électriques. Il y a un cycle de 20 minutes.
En 1955, la chaussée de Teltower Damm est à nouveau abaissée sous le viaduc de la gare afin que les bus à deux étages puissent désormais également passer par cet endroit. Lorsque le mur de Berlin est construit en août 1961, il n'est plus possible de circuler de Zehlendorf à Oranienbourg, les trains s'arrêtent désormais à Frohnau. Le service de navette de la ligne principale n'est pas directement touché par la construction du mur et est maintenu. Peu de choses changent également pour la gare de Zehlendorf. Elle reste sous la direction de la Deutschen Reichsbahn, comme depuis 1945, car celle-ci a conservé la direction de l'exploitation (mais pas la souveraineté sur les installations ferroviaires) à Berlin-Ouest. À la suite de la grève des cheminots de septembre 1980, la gare du S-Bahn est fermée. Le service de navette sur la ligne principale vers Düppel, introduit en 1948, ainsi que le service S-Bahn sur la ligne du Wannsee avaient été interrompus. Pendant la fermeture, l'accès aux deux quais n'est pas possible, mais il y a un magasin de fruits dans le passage qui était également ouvert pendant cette période. Au cours de l'été 1982, le pont sur la ligne principale est démonté par la Deutsche Reichsbahn et amené le chemin de fer jusqu'à la gare de Wannsee et y est temporairement stocké. Cependant, la ligne S-Bahn reste en service et les trajets de correspondance de Wannsee à la gare d'Anhalt passent par Zehlendorf.

### L'ère BVG

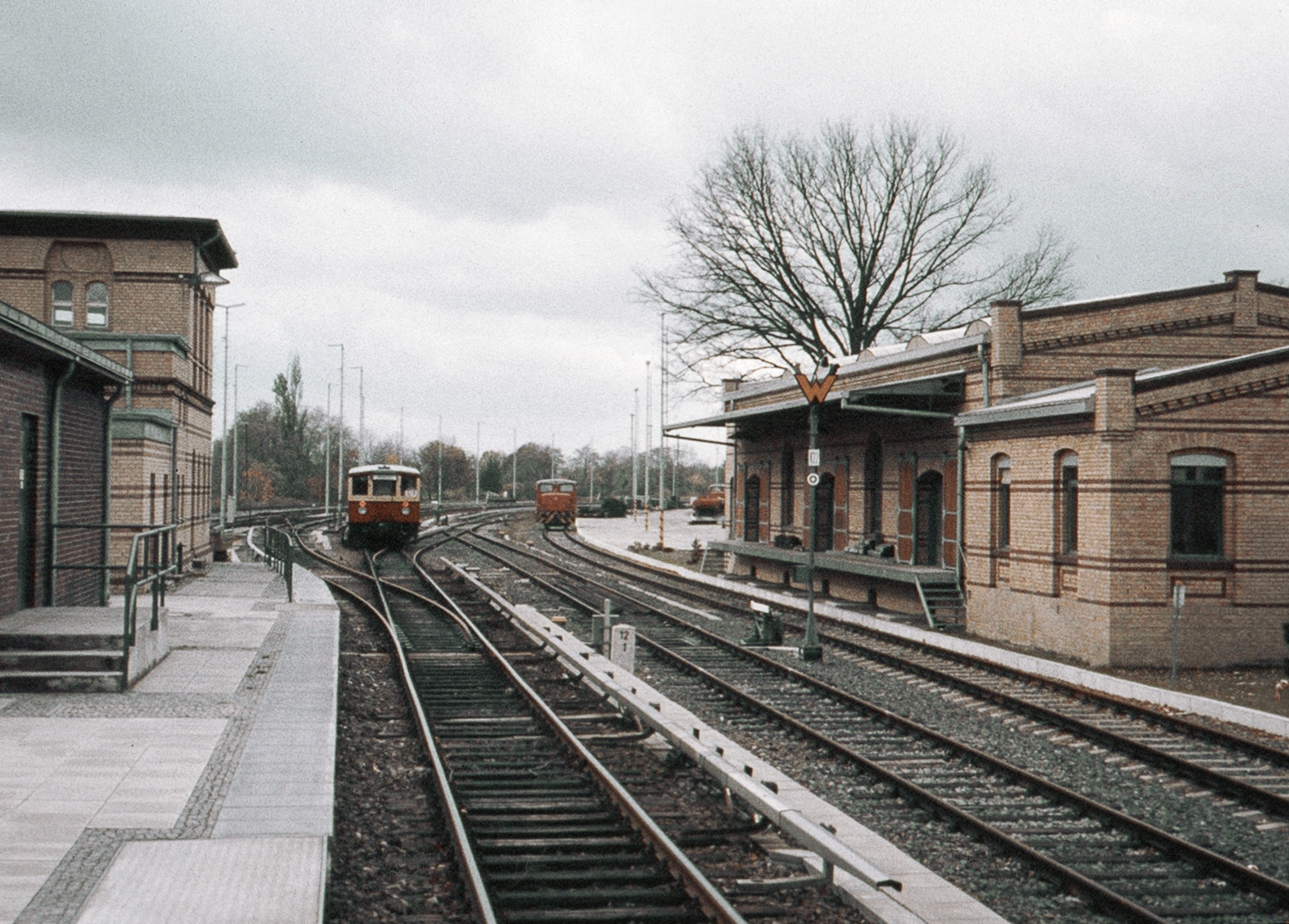
Gare de Zehlendorf à l'époque BVG, à droite l'atelier principal du S-Bahn avec une locomotive diesel Jung R 40 C, 1986

Après que la Berliner Verkehrsbetriebe (BVG) ait repris les opérations du S-Bahn à Berlin-Ouest, il st décidé de réactiver la ligne du Wannsee. La gare est en très mauvais état. Le bâtiment d'accueil provisoire doit être démoli en 1984 en raison du risque d'effondrement. Sur le quai de Wannsee, le toit complet, les piliers et les bâtiments de service sont entièrement rénovés. Le passage souterrain donnant accès aux quais devient également un passage pour piétons, et l'ancien passage un tunnel pour vélos. Du côté nord, une entrée simple est créée avec une billetterie en annexe et une petite tour avec une horloge et le symbole du S-Bahn. Comme les délais sont serrés, le quai est partiellement équipé d'une grande tente chauffante durant l'hiver 1984/85 afin de pouvoir continuer les travaux en cas de gel. La gare est remise en service lors de la réouverture de la ligne du Wannsee le 1er février 1985. Le quai vers Düppel reste cependant fermé. La gare de marchandises, gérée par la Reichsbahn jusqu'en septembre 1980, sert à la BVG de S-Bahn-Meisterei à partir de 1985. En 1988, le 150e anniversaire du chemin de fer prussien est célébré. Pour le festival, un défilé de véhicules est organisé sur le terrain de la gare de fret de Zehlendorf. Outre une réplique de la première locomotive allemande commerciale de 1835, l'Adler, d'autres véhicules ferroviaires sont également exposés.

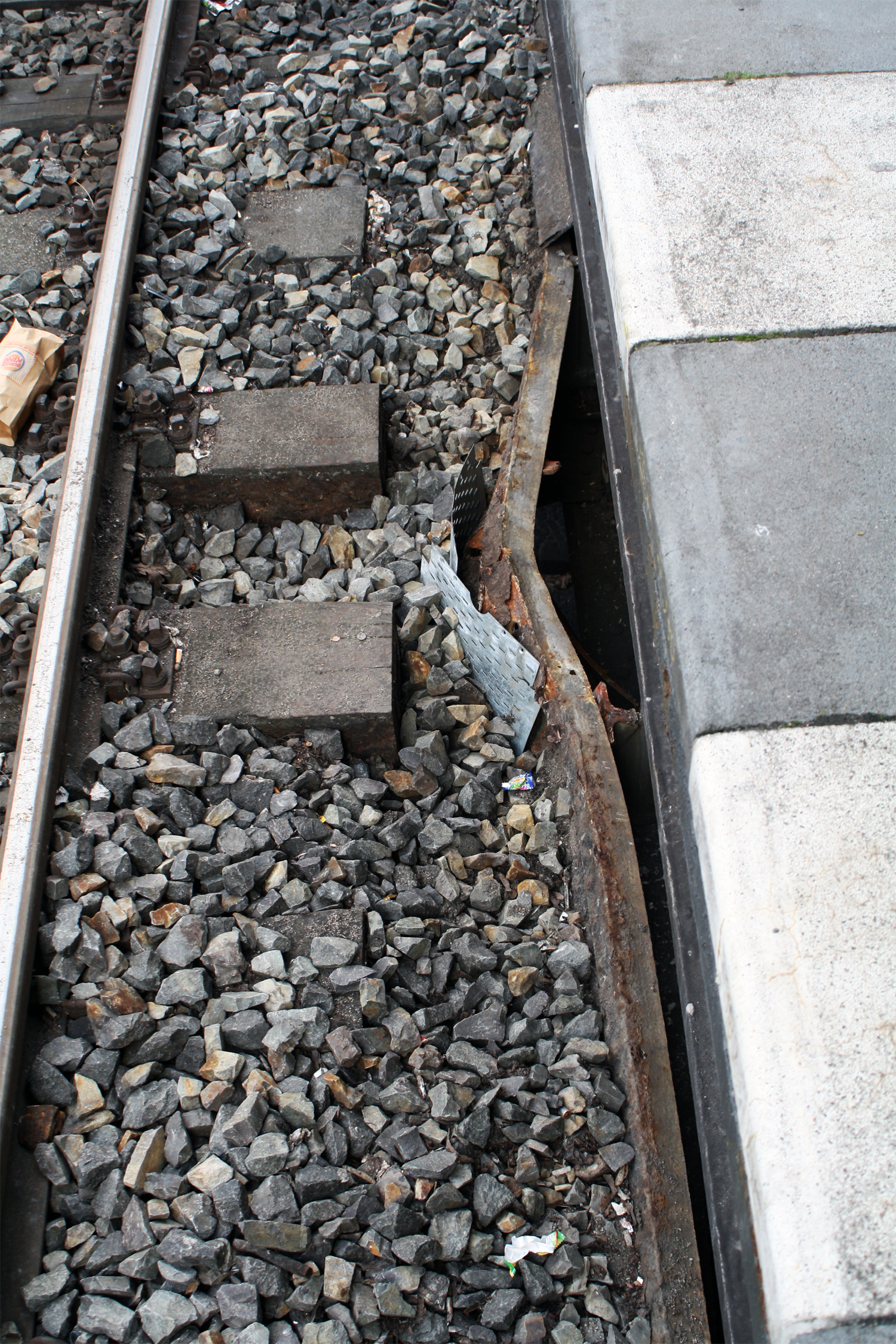
Pont endommagé sur la ligne du Wannsee, octobre 2010

Après plusieurs dommages causés au pont par des véhicules à moteur dans les années 1990, les trains de banlieue ne sont plus autorisés à passer à cet endroit qu'à une vitesse de 30 km/h. Vers 1995, le poste d'aiguillage Zwt sur le Königsweg est démoli.

### Développement après l'an 2000
D'août 2002 à février 2003, les voies du chemin de fer de Wannsee à Zehlendorf sont entièrement rénovées. Un service ferroviaire de remplacement avec des bus est mis en place entre Zehlendorf et Wannsee. Le poste de signalisation Zfm est fermé le 16 février 2003. Aujourd'hui, la circulation est contrôlée par le poste de signalisation de la gare de Westkreuz. Sur le toit du quai B désaffecté, la couverture en bois est démontée en novembre 2016 car, selon la DB, elle n'est plus sûre pour la circulation. Les parties de la couverture classées monuments historiques sont entreposées
La gare est désormais sans surveillance, c'est pourquoi les trains sont exploités selon la procédure ZAT (répartition des trains par le conducteur). Des trains de construction de voies sont parfois garés sur les voies du parc de marchandises. Des trains de marchandises passent également régulièrement par Lichterfelde Ouest sur l'itinéraire. – La gare de Wannsee sur la voie de marchandises sur le quai principal. Depuis 2010, le pont de la ligne du Wannsee en direction de Wannsee est remplacé par un pont auxiliaire. Le précédent est irrémédiablement endommagé lors d'un accident le 1er septembre 2010 par une semi-remorque.

### Plans d'expansion
Il est prévu de doter la gare d'un deuxième accès. Il est longtemps prévu de l'installer dans la culée ouest lors de la rénovation du pont sur le Teltower Damm. Les idées d'aménager le deuxième accès sur le côté ouest de la gare, avec un accès depuis l'Anhaltinerstraße (Postplatz) et la Machnower Straße sont initialement considérées avec scepticisme pour des raisons de coût, mais reviennent dans des discussions concrètes en 2014. Une entrée ouest supplémentaire est commandée par l'État de Berlin en 2016 et doit être construite en 2022. La planification préliminaire d'un tunnel de liaison de la Postplatz à la Machnower Straße avec une entrée à la plate-forme du S-Bahn est achevée en mars 2016. Cela permet également de conserver de l'espace libre pour une entrée au quai de la ligne principale, qui pourrait éventuellement être réalisée ultérieurement. La Deutsche Bahn est chargée de la planification et de la mise en œuvre plus approfondies en juin 2016, et un accord de financement est en préparation. Fin 2018, il est annoncé que le Sénat de Berlin a temporairement arrêté le projet d'un tunnel de liaison sur la Postplatz, mais les projets d'élargissement du pont de la Teltower Damm et d'une nouvelle entrée dans la culée ouest se poursuivent. Le début des travaux est repoussé à 2026
Selon le plan d'urbanisme (STEP) adopté par le Sénat de Berlin en juin 2018, une zone d'environ trois hectares sur la gare de marchandises désormais inutilisée doit être intégrée dans la structure urbaine adjacente d'ici 2025. Il y a une utilisation mixte sur la zone. un. avec des bâtiments résidentiels prévus. Les petites entreprises existantes devraient être conservées.

## Connexions
La gare est desservie par la ligne S1 du S-Bahn de Berlin. Il existe des possibilités de transfert vers les lignes de bus BVG X10, 101, 112, 115, 285, N10, N12 et N84 ainsi que vers la ligne Havelbus (de) 623. Il y a une billetterie du S-Bahn dans le tunnel de liaison sous les voies.